# Mji Mpya (Kilimangiaro)
Mji Mpya è una circoscrizione urbana (urban ward) della Tanzania situata nel distretto urbano di Moshi, regione del Kilimangiaro. Conta una popolazione di 15 293 abitanti (censimento 2012).